# Монастырь Богородицы Олимпской
Монастырь Богородицы Олимпской или Монастырь Богоматери Олимпиотиссы (греч. Ιερά Μονή Παναγίας της Ολυμπιωτίσσας) — монастырь Элассонской митрополии Элладской православной церкви, расположен над городом Эласон в периферийной единице Ларисе в периферии Фессалии, центра светской и церковной епархии Элассоны.
Монастырь Богородицы Олимпской является самым старым и известным монастырём региона окружающего Олимп и считается одним из самых больших монастырских комплексов на территории Фессалии.

## История монастыря
Построен на видном месте, на холме северо-западнее города Эласона, в предгориях нижнего (южного) Олимпа. Самым старым письменным источником, который упоминает историю и деятельность монастыря Богородицы Олимпской является хрисовул (Золотая булла) византийского императора Андроника III Палеолога (1336). Несмотря на то, что подлинность этого хрисовула поставлена под сомнение некоторыми исследователями, его содержание даёт информацию о состоянии монастыря в первой половине XIV века. Ещё одним историческим свидетельством является письмо (σιγίλιο — сигил) Константинопольского Патриарха Иоанна XIV Калеки (1342), чья подлинность никем не ставилась под сомнение. Этот сигил пытается обеспечить автономию управления и функционирования монастыря от светских и церковных властей региона. Наконец, другое письменное свидетельство возводит Кафоликон монастыря (главный соборный храм монастыря или монастырского комплекса) к более раннему периоду. Речь идёт о надписи и дате, надрезанной на одной из деревянных скульптур, на западных дверях монастыря. Более того, согласно исследователям она относится к периоду 1296—1300 годов и указывает не на год строительства монастыря или кафоликона, а на год его обновления, подтверждая таким образом, что храм существовал до монастыря. Спонсорами строительства монастыря считаются севастократоры Константинос и Феодорос, соправители Фессалии в период 1289—1303 годов.
Уже со второй половины XIII века монастырь Богородицы Олимпской является одним из значительных монастырских центров региона с большим числом монахов и большой недвижимостью.
По прошествии веков, неблагоприятные правовые, политические и социально-экономические условия, природные явления и турецкое иго явились сдерживающими факторами в бесперебойной работе и целостности зданий монастыря. Однако с окончанием Греческой революции в 1830 году, обстановка несколько нормализовалась и жизнь монастыря Богородицы Олимпской продолжилась до наших дней.
В отличие от всей остальной Фессалии, воссоединившейся с Грецией в 1881 году, Элассонская епархия оставалась в пределах Османской империи до начала Балканских войн в 1912 году, когда была освобождена греческой армией.
Хотя церковная Элассонская митрополия формально находится в церковной юрисдикции Константинопольского патриарха в составе епархий «Новых территорий», с 1928 года, вместе с другими монастырями и церквями освобождённых греческих земель, монастырь находится под фактическим управлением Элладской православной церкви и министерства Просвещения и религии Греции.

## Название монастыря
Монастырь обязан своим именем иконе Богородицы, которая согласно церковным преданиям перешла из заброшенного монастыря в Кариа на южном склоне Олимпа. Первоначально, согласно сохранившимся источникам, монастырь был посвящён Преображению Господню, но позже совместно праздновалось Успение Богородицы. Это происходило до XVIII века, когда оба праздника отмечались одновременно в августе. Однако мы не располагаем конкретной датой переименования монастыря.

## Церковное предание о иконе Богородицы
Согласно церковному преданию, после прекращения жизни Монастыря в Кариа на Олимпе, икона Богородицы чудотворным образом начала передвигаться к монастырю в Эласоне. Ночью пастух увидел странный свет исходящий из диких трав и испуганный бросил туда камень. Мгновенно его рука была парализована. Пастух испуганный вернулся в Кариа и рассказал о случившемся односельчанам. На следующий день все вместе отправились к этому месту и обнаружили икону Богородицы, в которую вклинился маленький камень брошенный пастухом. Пастух сразу же раскаялся и его рука исцелилась. Жители Карии Крестным ходом перенесли икону Богородицы из Карии в монастырь в Эласон.

## Икона Богородицы
Самой ценной реликвией храма является икона Девы Марии, написанная на дереве размерами 0,11×0,07 м. Богородица изображена стоящей, с скрещёнными руками в состоянии молитвы. По прошествии веков старая маленькая икона увеличилась в размерах. Первоначально в центре иконы была помещена расписанная рамка с изображением двух ангелов по обе стороны от Богородицы, венчающих её царской короной. Позже была добавлена ещё бо́льшая рамка, представляющая собой серебряное позолоченное покрытие в три яруса по периметру Богородицы. В нижней части иконы сохраняется надпись, которая датирует реставрацию иконы 15 апреля 1893 года, а также указывает имена иконописцев «Николаоса и Петроса Куциафтиса из Каррит и иеромонахов монастыря Феофана и Авекия». В верхней левой части иконы выделяется на открытом круговом участке вклинившийся в икону камень пастуха, который стал поводом создания легенды.

## Архитектура храма
Сегодняшний кафоликон монастыря Богородицы Олимпской, согласно источникам, был построен до 1342 года, внутри крепости Эласона. В полной мере можно утверждать что монастырь находился вне крепости и был включён в крепость в годы Андоника III Палеолога.
Монастырь Богородицы стал особым комплексом зданий, с отдельной стеной, частью которой является сектор старой крепости западнее монастыря.
Самой значительной частью монастыря является кафоликон, датируемый XIV веком. Внешне его архитектурный тип подобен храмам Салоник того же периода. Кафоликон монастыря Богородицы Олимпской принадлежит архитектурному типу храмов с куполом и перистоо (περίστωο — низкая аркада окружающая храм).
На плане выделяются три части: основной храм, который имеет форму купольного центра, вима из трёх частей и П-образный перистоо. Храм этой категории состоит из центрального пространства с 4 объёмными колоннами которые несут, с помощью такого же числа арок и сферических треугольников купол, и низкого перистоо, который окружает с северной, западной и южной стороны основное здание храма. С трёх сторон проложены проходы, связывающие центр храма с перистоо а с востока примыкает вима.
Центральное пространство имеет вписанную крестообразную форму. В северном и южном направлении образуются арки, входящие в колонны прямоугольного сечения. Стоа, низкая и непрерывная, сообщается с центральным пространством. С восточной стороны несёт 3 арки.

## Кладка
Система кладки применённая при строительстве — несовершенная каменная, окружённая кирпичом, которая встречается во всех фессалийских памятниках, с той лишь только разницей что в монастыре Богородицы Олимпской кладка произведена с большим вниманием.
Камни маленькие и тёсанные на внешней боковой стенке, установлены в густом растворе, не образуя непрерывные горизонтальные слои, в то время как кирпичные куски добавлены горизонтально в структуру и прерываются камнями большего размера. В вертикальных соединениях используются одновременно вертикальные и горизонтальные куски кирпичей. Также, в качестве строительного материала используется и известняк, который широко использован в храме Богородицы Олимпской. Используются квадратные известняковые камни, которые располагаются равномерно и окружаются с четырёх сторон кирпичами. Густой раствор и фартуки покрывают края камней, скрывая дефекты тесания и дают таким образом конечный внешний вид кладки. Раствор выступает за поверхности камней. Этот способ с соединениями выступающими над уровнем камней и кирпичей и где соединения образуются тщательно шпателем, был принят в основном в северной Греции.

## Наружная отделка
В западной стороне имеется прямоугольная дверь. Над дверью образуется глухая, неглубокая арка с 30 черепицами расположенными радиально и окаймлённая полукруглой линией из черепицы. По обе стороны от арки двери имеются керамические украшения в форме треугольника с вершиной вниз. Рядом с ними имеются 2 большие глухие арки и в них 2 арочных, одностворчатых, продолговатых окна. Правая арка более украшена по сравнению с левой и доходит ниже уровня двери, свидетельствуя о том что большая часть западной стороны была обновлена позже. Полукруглая полоса из черепицы оформляет окна радиально. Вокруг этой полосы пространство заполнено керамическим декором с накладывающимися V. Арки окон украшены радиально ещё одним рядом черепицы и полосой над ней и зубчатыми пиками.
На северной стороне имеются 4 глухие арки. В трёх из них декор арок состоит из Z-образных украшений из черепицы которые образуют своего рода решётку. Видимо арки первоначально имели узкие арочные окна. Об этом свидетельствует ныне застроенное окно третьей слева арки. Позже были открыты 3 прямоугольных окна, которые обеспечивают освещение храма, однако нарушают гармонию целого.
Южная сторона кафоликона имеет три глухих арки, которые украшены таким же образом как и другие. На этой стороне имеется след росписи XVI века. Здесь был добавлен более поздняя пристройка на которой отмечена дата постройки 16 июня 1817 года. Постройка имеет 2 двери, восточную и западную. С этой постройкой была увеличена вместимость храма и она функционирует как вход в кафоликон с восточной стороны. Постройка использовалась как гинеконит (греч. γυναικωνίτης — особое место для женщин), когда наблюдалось большое число паломников в большие праздники. Помещение освещается 4 большими арочными окнами и 1 маленьким, прямоугольным. Это двухэтажное здание, в котором верхний этаж обслуживает кафоликон, в то время как нижний в качестве вспомогательного монастырского помещения, используется для исповеди и трансформирован в часовню посвящённую Святому Нектарию Пентаполя.
Из памятников Фессалии XIII и XIV веков монастырь Богородицы Олимпской особенно богато украшен керамическим декором. В этом он характерно похож с храмами Салоник. С обеих сторон, 2 глухих арки украшены простыми ромбами и двойными ромбами с крестами и керамическими полосами. Ступенчатые украшения располагаются двумя полосами над конхой вимы. Имеются 2 широкие полосы с двойным рядом украшений которые имитируют рыбью кость, в то время как зигзагообразные двойные полосы дополняют декор конхи.
Линия крыши украшена двойным рядом зубчатой керамической декорации, крыша плоская и изгибается над арками западной, северной и южной стороны. Над крышей располагаются изящные барабаны арок с 3 арочными окнами. И здесь имеется украшение с зигзагообразными линиями, простыми и двойными ромбами, решётками и ряды вертикальных маленьких камней наполняют поверхности барабанов северной, южной и западной составляющей. Крыша плоская в краях и загибается над окнами. Симметрия арок барабанов, а также слегка волнистая линия крыши придают всему зданию декоративную завершённость.
Строение кафоликона увенчано высоким и стройным куполом, изготовленным полностью из белой и красной керамики. Купол формируется ступенчатыми, кирпичными, арочными рамками, окружающими окна и в углах несут полу-колоны из круглых кирпичей, то есть имеет форму которая применялась в храмах Константинополя и Салоник и в целом в сфере влияния этих двух больших византийских культурных центров. В апреле 1941 года снаряд выпущенный из немецкого орудия взорвался над монастырём и причинил трещины. В 1960 году Министерство просвещения и религии Греции произвело небольшой ремонт.

## Настенные росписи
Интерьер полон настенными росписями. Настенный декор Олимпиотиссы был богатым и современным с строительством храма. Из надписи обнаруженной в 1927 году следует, что росписи восстанавливались в 1634 году.
К сожалению многие из росписей сегодня почти разрушены. Покрытие стен отслоилось и немногие сохранившиеся почти обесцвечены по причине износа от времени и влажности, в особенности вима, в северной и южной стороне перистоо. Несмотря на это, выделяются прекрасные фигуры святых во весь рост, написанных с большим искусством, мастером опытным в рисунке, цвете и общем выражении. Настенные росписи близки к «манере Протато» и вполне вероятно, что главный иконописец имел непосредственное отношение к росписям этого памятника на Афоне.
Две росписи монастыря, которые сохранились почти полностью, Ефрем Сирин с юго-западной стороны и Святой Феодор Стратилат с северной стороны южной колонны прямоугольного сечения (πεσσός). Справа от западных ворот, изображён император Андроник III Палеолог.
Под куполом кафоликона доминирует полуразрушенная фигура Пантократора, над арочными окнами и на барабанах изображены пророки. На сферических квадратах сохраняются фигуры двух евангелистов, Матфея и Марка. В центральном квадрате основного храма изображаются 9 сцен из Додекаортон (12 основных церковных праздников), расписанных на вертикальных поверхностях стен и занимающих видное место. Речь идёт о изображениях Рождества, Страстей Христовых, Воскресения Господня, Сретения, Крещения, Преображения Господня, Воскрешения Лазаря, Вербного воскресения, Распятие, Плача Мироносиц и наконец, на западной стене, Успения Богородицы. Из фигур святых в полный рост сохраняются фигуры Мучеников, Бессребреников и Святителей. На западной стороне колонн вима изображены в весь рост фигуры Спасителя Христа и Богородицы.
Изучение манеры и стиля и иконописи храма привело специалистов исследователей к выводу о том, что иконописец монастыря Богородицы был знаком с кафедральным храмом Афона Протато (не путать с Протатом, соборным органом Афона) или был одним из учеников Мануила Панселиноса. Более того, Успенский, Леонид Александрович, отмечая общие художественные моменты и общую тематику в Протато и Богοродице Олимпской, утверждал, что настенные росписи монастыря являются работой главного представителя Македонской школы византийской иконописи, самого Мануила Панселиноса .

## Иконостас
Деревянный иконостас Олимпотиссы является работой XVIII века. Это прекрасная работа, из дерева орешни, которая простирается по всей ширине храма, образец деревянной скульптуры из Мецовона. Иконостас богато украшен. Имеются скульптурные растения, цветы, птицы, животные, драконы, люди. Иконостас имеет скульптурные, микрографические, многоликие изображения, подчёркивающие интенсивное усилие мастера придать своей работе красоту, впечатление и тематическую полноту. В левой части установлена скульптурная надпись, информирующая о деталях исполнения. Надпись информирует, что данный иконостас был завершён в 1840 году, рукой Димитриса Мецовитиса.
13 октября 1961 года свеча канделябра коснулась иконостаса и сожгла его левую часть. Сожжённые части были дополнены останками старого иконостаса часовни Всех Святых, в то время как остатки надписи были установлены на основание иконостаса.
Кафоликон украшен также, резным деревянным архиерейским троном.

## Дверь монастыря
Резная деревянная дверь монастыря, первоначально соединявшая экзонартекс и западный рукав обходной галереи кафоликона (1296), является одним из немногих сохранившихся образцов деревянной резной византийской двери на территории современной Греции. Дверь имела традиционный для греческих дверей декор: резной орнамент, местами инкрустированный цветным деревом и костью. Несмотря на наличие надписи с датой, точное время её создания не определено.
Однако из надписи найденной на 2 маленьких табличках обеих створок следует, что двери были обновлены в период 1296—1306. В течение веков дверь износилась, в то время как её антиэстетический и грубый ремонт повредил эстетическому виду двери.

## Материалы
При строительстве храма были использованы и более старые строительные материалы. В монастырь Богородицы встроены надписи и скульптуры классического периода, а также последующих периодов. Имеются 3 дохристианские монолитные колонны с чёткими надписями на них. Их капители, современники храма, были низкими, кубообразными, со строгой скульптурной декорацией с фигурами растений и птиц. Имеются также фрагменты старого мраморного иконостаса, которые были установлены в настил пола в 1840 году. Был также найден фрагмент рельефной мраморной иконы Богоматери, а также другие фрагменты.
Монастырь расположен, по всей видимости, на месте акрополя классического периода города Олооссона (др.-греч. Ὀλοοσσών). На том же холме и в основном на его восточном склоне ещё видны остатки укреплений, вероятно византийской эпохи. Севернее монастыря, на вершине холма, имеется О-образная площадка с направлением с запада на восток, длиной в 150 м и шириной 100 м. На этой площадке были найдены неолитические сосуды и каменные топоры, а также черепки сосудов византийского периода.
Монастырь Богородицы Олимпской располагает одной из самых значительных монастырских библиотек, а также ризницей большой ценности. В 1959 году западнее монастыря было построено современное здание, предоставлявшее бесплатно кров, пищу и отдых ученикам гимназии. Сегодня это здание предлагает гостеприимство посетителям и паломникам монастыря. Уход за монастырём возложен на общину проживающих в нём монахинь.